# Lauris Dārziņš
Lauris Dārziņš, född 28 januari 1985 i Riga, är en lettisk professionell ishockeyspelare som spelar för Dinamo Riga i KHL. I NHL-draften 2003 blev han draftad i nionde rundan, som nummer 268 totalt, av Nashville Predators.
Dārziņš har representerat Lettlands landslag i två OS, 2010 och 2014, och i sju VM: 2006, 2007, 2008, 2009, 2010, 2011 och 2013.

## Klubbar
- Lukko 2001–2004
- Kelowna Rockets 2004–2006
- Ilves 2006–2007
- VHK Vsetín 2007
- HC Oceláři Třinec 2007
- HK Gomel 2007–2008
- Dinamo Riga 2008–2011, 2014–
- Ak Bars Kazan 2011–2013
- Traktor Tjeljabinsk 2013–2014